# Casa dei pittori Lampugnani
La Casa dei pittori Lampugnani è stata una dimora gentilizia di Legnano. Si trovava nell'attuale corso Garibaldi, all'altezza della chiesa di San Domenico. Risalente al XV secolo, è stata abbattuta nel 1970.

## Storia

Cortile interno della Casa dei pittori Lampugnani

Era un edificio di due piani a corte piuttosto basso e lungo. Caratterizzato dalla presenza di finestre ad arco ogivale in cotto, possedeva un giardino che digradava fino all'Olonella.
Venne costruita nel XV secolo da un ramo della famiglia Lampugnani diverso da quello che realizzò l'omonimo maniero. Da questo ramo derivò poi la dinastia dei pittori Lampugnani, da cui il nome della dimora.
La facciata in seguito venne decorata con affreschi presumibilmente realizzati da qualche artista della famiglia. Questi dipinti, con il passare del tempo, si dissolsero a causa delle intemperie atmosferiche. Anche alcuni locali interni vennero affrescati dai pittori Lampugnani.
In quest'ultimo caso, i dipinti vennero rovinati dagli ultimi abitanti del palazzo, che li presero a picconate; alcuni frammenti di questi affreschi, prima della demolizione dell'edificio, furono staccati e presi in custodia da privati.